# 北こぶし知床 ホテル&リゾート
北こぶし知床 ホテル&リゾート（きたこぶししれとこ ホテル&リゾート、英: KITAKOBUSHI SHIRETOKO Hotel & Resort）は、北海道斜里郡斜里町にあるホテル。ホテル名の「こぶし」は樹木の「コブシ」に由来しており、知床の長い冬が終わって最初に花をつける「キタコブシ」の白い花は、春の到来を告げる華やかなものであったため、「ホテルを訪れる人に心華やぐ気持ちを感じて頂きたい」という気持ちを込めている。

## 沿革
- 1960年（昭和35年）：「桑島旅館」として創業[1]。
- 1961年（昭和36年）：有限会社「桑島旅館」設立[1]。
- 1968年（昭和43年）：「観光ホテル桑島」と商号変更[1]。
- 1977年（昭和52年）：「知床グランドホテル」と商号変更[1]。
- 1988年（昭和63年）：株式会社に改組[1]。
- 1996年（平成08年）：北こぶし館（現在の西館）オープン[1]。
- 2005年（平成17年）：本館露天風呂付き客室オープン[1][2]。
- 2008年（平成20年）：「知床夕陽のあたる家」を吸収合併[1]。
- 2013年（平成25年）：「知床プリンスホテル風なみ季」（現在のKIKI知床 ナチュラルリゾート）がグループ企業となる[1]。
- 2016年（平成28年）：全室禁煙化[1]。
- 2018年（平成30年）：「北こぶし知床 ホテル&リゾート」と改称[1]。
- 2020年（令和2年）：知床 北こぶしグループから北こぶしリゾートへグループ名称変更
- 2021年（令和3年）：デンマークのショコラトリーPeter Beierとフランチャイズ契約､新規事業開始
- 2022年（令和4年）：新客室｢オホーツク倶楽部　サウナ付スパスイート｣オープン
- 2023年（令和5年）：レストラン｢the LIFE TABLE｣リニューアルオープン

## 施設
客室
- オホーツク倶楽部 サウナ付スパスイート（100㎡）
- オホーツク倶楽部 露天風呂付スイート (58㎡)
- オホーツク倶楽部 露天風呂付DXツイン（50㎡）
- オホーツク倶楽部 和モダンツイン（50㎡）
- シービューツインハイフロア（42㎡～）
- シービューツイン（36㎡～）
- パーシャルシービューツイン（30㎡）
- 別館和モダンツイン（30㎡）
- 温泉付モダン和室（45㎡）
- 温泉付ユニバーサルルーム（60㎡）
- コーナーデラックス（68㎡～）
- 別館リビングルーム付特別室（96㎡）

温泉・サウナ
- 展望大浴場「大海原」
- 展望大浴場露天スペース「汐音（しおん）」
- 流氷を見渡せるサウナ『UNEUNA』『KAKUUNA』
- 屋上外気浴スペース『TOKONOU TERRACE』

食事
- コースブッフェ「the LIFE TABLE」

会議
- 多目的会場「オホーツク」

その他
- 流氷テラス
- オホーツクラウンジ
- ロビー
- ショップ「風音（KAZANE）」
- キッズ&プレイコーナー「音々（おとおと）」
- 知床来運神社
- ミニ流氷館
- ライブラリー「本の森」
- チョコレートショップ「PETER BEIER SHIRETOKO」
- トレーニングジム
- コインランドリー
- ペットラウンジ
- タバコラウンジ

## アクセス
ウトロ漁港に隣接している。
- ウトロ温泉バスターミナルから徒歩約5分
- 知床五湖から車で約20分
- 女満別空港から車で約1時間35分
- 中標津空港から車で約1時間30分
- 釧路空港から車で約2時間50分